# Chiesa di Santa Lucia di Pol
La chiesa di Santa Lucia di Pol è un edificio religioso, la cui costruzione risale al XII secolo, situato nella frazione di Santa Lucia del comune di Pescantina, in provincia di Verona.
Esempio di semplice architettura romanica veronese, presenta una facciata a capanna e un tetto a due falde. All'interno sono presenti dei resti di affreschi tardo medievali, raffiguranti San’Antonio, San Damiano, Santa Lucia e la Madonna della Seggiola.
I quattordici quadri della via crucis, realizzati nel 1821, appesi alle pareti rappresentano interessanti esempi di prime stampe a colori. Fino al XIX secolo il terreno intorno alla chiesa ospitava il piccolo cimitero locale.
Nel 1949 la chiesetta di Santa Lucia fu elevata al rango di chiesa parrocchiale autonoma, ruolo che mantenne fino al 31 maggio 1961 quando venne ultimata la nuova chiesa della frazione.